# Sounds Like Hell, Looks Like Heaven
Sounds Like Hell, Looks Like Heaven är ett album av hårdrocksbandet Mustasch, utgivet 2012. Albumet är bandets sjätte i ordningen. Albumet är producerat av Ralf Gyllenhammar. Musiken till samtliga låtar av Ralf Gyllenhammar utom låt nummer 3, som är av Ralf Gyllenhammar/David Johannesson och låt nummer 8, som är av David Johannesson. Texter av Ralf Gyllenhammar. Producent Ralf Gyllenhammar, arrangemang av Stam Johansson och David Johannesson. Skivomslag  av Martin Westerstrand Skans. Albumet är utgivet på Gain Sony Music.

## Låtlista
1. Speed Metal - 3:07
2. The Challenger - 3:46
3. Never Too Late - 5:21
4. Cold Heart Mother Son - 3:07
5. Morning Star - 4:00
6. Dead Again - 4:30
7. Your Father Must Be Proud of You - 3:07
8. Destroyed by Destruction - 2:40
9. I Don't Hate You - 4:03
10. Northern Link (instrumental) - 1:26

## Banduppsättning
- Ralf Gyllenhammar, vocal, rythm guitar & electric piano
- Stam Johansson, bass
- David Johannesson, solo guitar
- Danne McKenzie, drums, percussion & timpani

## Övriga
- Mats Levén, backing vocal
- Carita Henningsson (traffic reporter)
- Martin Westerstrand Skans, handclap

## Hemsida
Mustasch